# Notre-Dame de Rome

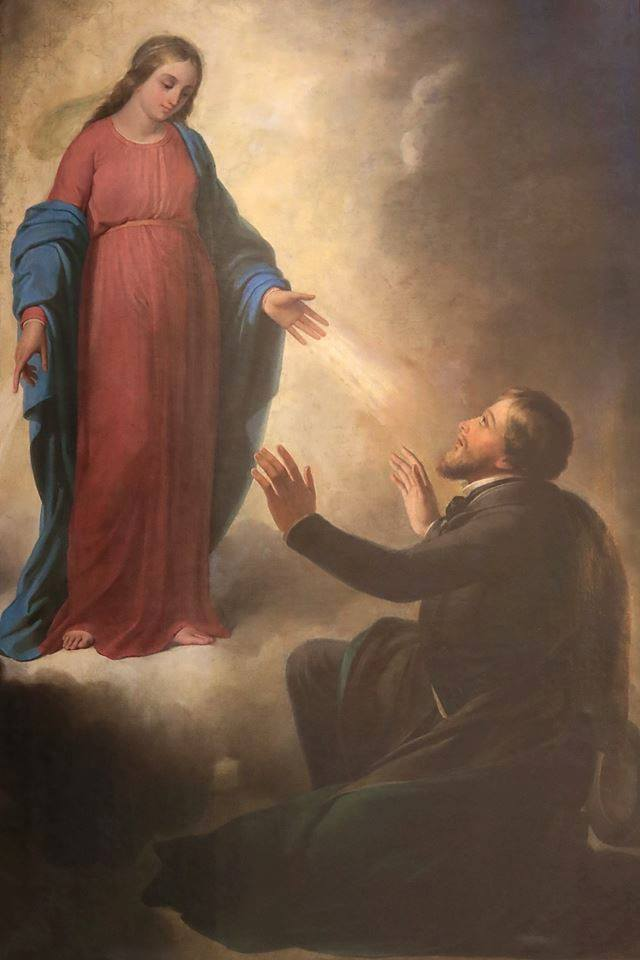
L'apparition de Marie à Alphonse Ratisbonne, Chapelle de la Madone du Miracle, Basilique paroissiale de Sant'Andrea delle Fratte, Rome, 1870

La Vierge Marie serait apparue, en 1842, à Alphonse Ratisbonne, à Rome (Italie).
Alphonse Ratisbonne est considéré comme serviteur de Dieu par l'Église catholique.

## Histoire
Un jour, en 1842, un certain Alphonse Ratisbonne, juif athée, se rend chez un de ses amis, qui habite Rome (Italie), et qui est un fidèle de l'Église catholique.
Douze ans auparavant, la Sainte Vierge-Marie était apparue à Paris (France) à la sœur Catherine Labouré (Sainte). Celle-ci lui avait confié une mission, de faire paraître une médaille miraculeuse à son effigie.
Très vite, le médaillon passa les frontières, et c'est ainsi qu'un ami d'Alphonse Ratisbonne, le baron de Bussierre, lui en offrit une. Celui-ci l'accepta par défi, accompagné d'une prière à réciter,. Après plusieurs jours, le 20 janvier 1842, Alphonse accompagna son ami dans une église. Alors que ce dernier alla parler au prêtre, Alphonse visita l'édifice, puis, se mit à genoux et pria. À cet instant même, selon lui, la Sainte Vierge lui apparut et le bénit. Son ami Bussierre le retrouva transformé et Ratisbonne lui répondit : « Elle ne m'a rien dit, mais j'ai tout compris »,.
Après cet événement mystique, il se convertit et devint chrétien. Alphonse devint prêtre et missionnaire - particulièrement des juifs et mahométans hiérosolymitains, - et fonda plusieurs monastères en Terre Sainte dont le couvent de l'Ecce Homo à Jérusalem en 1858. Il écrit même un livre sur Sainte Marie.
Cette apparition emmena la reconnaissance officielle de la Médaille miraculeuse par l'Église Catholique.
Le 3 juin 1842, l'Église Catholique reconnaît officiellement l'Apparition de Notre-Dame de Rome.
Aujourd'hui, on célèbre la mémoire de Notre-Dame de Rome tous les 20 janvier, jour de l'apparition à Ratisbonne.